# Hamburger Basketball-Verband
Der Hamburger Basketball-Verband (HBV) e. V. (abgekürzt: HBV) ist der Dachverband der Basketballvereine bzw. Sportvereine mit Basketballabteilungen in Hamburg. Darüber hinaus zählen mehrere im Hamburger Umland gelegene Vereine aus Schleswig-Holstein und Niedersachsen zum HBV. Der HBV ist wie alle deutschen Basketball-Landesverbände Mitglied des Deutschen Basketball Bundes (DBB).

## Geschichte
Die Anfänge des geordneten Basketballsports in Hamburg gehen auf das Jahr 1937 zurück. Reichstrainer Hugo Murero vermittelte die Grundlagen der Sportart, die noch dem Hamburger Handball-Verband zugeordnet war. Die Vereine Eimsbütteler TV, Hamburger TB und Hammer Turnverein verfügten damals über Basketballmannschaften. Eimsbüttel wurde erster Hamburger Basketballmeister. Bis vorerst 1943 fand ein Spielbetrieb statt.
Der Hamburger Basketball-Verband e. V. wurde am 10. November 1947 in der Gaststätte „Martini-Klause“ im Stadtteil Eppendorf gegründet. Damit ist der HBV älter als der Deutsche Basketball Bund. Erster Vorsitzender des Hamburger Verbandes nach der Gründung wurde Willi Gädcke, die weiteren Gründungsmitglieder des HBV waren Eduard Lampe, Hans Lampe, Frankie Müller, Günter Quäckber, Gerd Rehder und Walter Schaddach. Zu den ersten Mitgliedsvereinen des neugegründeten Verbandes zählten der Altonaer Turn- und Sportverein von 1899, TB Eilbek, Eimsbütteler TV, Hamburger TB, SC Hanseat, Post SV und VfL 93, die im Winter 1949/50 an der ersten unter eigener Leitung durchgeführten Hamburger Spielrunde nach dem Zweiten Weltkrieg teilnahmen.
Ende Oktober 1996 richtete der HBV erstmals ein Pflichtspiel der deutschen Herrennationalmannschaft aus. Der Begegnung (EM-Qualifikation, 74:102 gegen Russland) wohnten in der Sporthalle Hamburg 4316 Zuschauer bei.

### Vorsitzende
Gädcke war bis 1950 Vorsitzender des HBV, seine Nachfolge trat Wolfgang Lange an. Wie lange er im Amt blieb, ist laut Verband unbekannt. Von 1972 bis zu seinem Tod im November 1982 war Gerd Brandt Verbandsvorsitzender, von 1982 bis 1998 hatte Wulf-Uwe Kunau das Amt inne, von 1998 bis 2005 Helge Oldach. Im April 2005 übernahm der damalige Bundesliga-Schiedsrichter Boris Schmidt das Amt des HBV-Vorsitzenden, nachdem er zuvor bereits als Vizepräsident für Finanzen für den Verband tätig gewesen war.

## Mitglieder und Spielbetrieb
In den 1960er Jahren traten auch Vereine aus Bremerhaven und Lübeck in HBV-Wettbewerben an. Mehrere Vereine aus Orten in Schleswig-Holstein und Niedersachsen sind Mitglieder im Hamburger Basketball-Verband. Im Jugendbereich nehmen in manchen Wettbewerben mit den Rostock Seawolves und dem BBC Rendsburg Mitgliedsvereine aus anderen Landesverbänden am Spielbetrieb teil.
2018 hatte der Hamburger Basketball-Verband 44 Mitgliedsvereine, insgesamt 6474 Mitglieder, davon 2077 weibliche und 4397 männliche. 2854 Mitglieder waren Jugendliche. Im Spieljahr 2018/19 veranstaltete der HBV den Spielbetrieb in 14 Erwachsenen- und 29 Jugendligen. Die höchste Spielklasse im Erwachsenenbereich ist die Oberliga, im Jugendbereich die Leistungsrunden. Darüber hinaus ist der HBV Ausrichter des Landespokalwettbewerbs, eines Schulturniers sowie jeweils eines Streetball- und Strandbasketballturniers. In Zusammenarbeit mit dem Verein BG Harburg Hittfeld veranstaltet der HBV jährlich ein Anfängertrainingslager für Kinder von acht bis zwölf Jahren.

## Jugendleistungsförderung
Der Hamburger Basketball-Verband ist Kooperationspartner der im Stadtteil Dulsberg gelegenen Grund- und Stadtteilschule Alter Teichweg, die vom Deutschen Olympischen Sportbund (DOSB) 2006 als Eliteschule des Sports anerkannt wurde. 2010 wurde der HBV vom Deutschen Basketball Bund als „Nachwuchsleistungssport-Stützpunkt“ ausgezeichnet.
Die Förderung des HBV umfasst unter anderem Bundesstützpunkttraining und Einsätze mit den Hamburger Auswahlmannschaften. Bei Länderwettkämpfen und Sichtungsveranstaltungen wie dem Bundesjugendlager bildet der Hamburger Basketball-Verband gemeinsam mit dem Basketball-Verband Schleswig-Holstein sowie dem Basketballverband Mecklenburg-Vorpommern eine Spielgemeinschaft.